# Al-Madina
Al-Madina es una película del año 2010.

## Sinopsis
Viajó hacia otra tierra, otro mar, con la certeza de encontrar una ciudad mejor, pero no sabía que su ciudad viajaba con él. Buscaba otro ser en esa nueva ciudad, pero se encontró con los mismos suburbios que lo habían visto nacer. El poema de Constantin Cavafis “La ciudad” sirve de telón de fondo para el derrotado regreso a su Marruecos natal de un inmigrante que ha vivido en España entre 2001 y 2010.